# Jorge Castañeda Gutman
Pour les articles homonymes, voir Castañeda et Gutman.
Pour les articles homonymes, voir Castañeda.
Jorge Castañeda Gutmán est un homme politique et intellectuel mexicain qui occupe le poste de Secrétaire aux Relations extérieures du Mexique de 2000 à 2003.

## Biographie
Jorge Castañeda naît à Mexico le 24 mai 1953 . Son père Jorge Castañeda y Alvarez de la Rosay, un historien de mère juive, occupe le même poste de 1979 à 1982, pendant le mandat de José López Portillo. Jorge Castañeda Gutman fait ses études à l'université de Princeton et à la Sorbonne. Avant de finir ses études, il enseigne dans diverses universités, comme la Universidad Nacional Autónoma de México, l'Université de Princeton, de New York et de Cambridge. Il est l'auteur de plus d'une douzaine de livres et écrit régulièrement dans les journaux Reforma (Mexique), El País (Espagne), Los Angeles Times et dans la revue Newsweek (États-Unis). Il est marié à la Chilienne Miriam Morales avec laquelle il a un fils, Jorge Andrés.
Castañeda commence sa carrière politique comme militant du parti communiste mexicain (Partido Comunista Mexicano). Dans ce contexte, il voyage à Cuba en diverses occasions et se lie d'amitié avec Fidel Castro.
En 2000, le journaliste Raymundo Riva Palacio affirme que Castañeda est en réalité à cette époque un agent de la CIA, ce qui n'a été démenti ni par le chancelier, ni par le gouvernement américain. Un an plus tard, un documentaire de la télévision cubaine confirma cette version des faits.
Il est assesseur du candidat de la gauche Cuauhtémoc Cárdenas au cours de sa campagne présidentielle de 1988, et en 2000 du candidat de droite Vicente Fox Quesada, qui, une fois Président, le nomme ministre des Affaires étrangères. En 2003, il démissionne à cause de la guerre en Irak qui le met dans une situation inconfortable. Pendant son mandat, le Mexique siège au Conseil de Sécurité de l'ONU, organise la rencontre des Nations unies pour le financement et le développement, la cinquième conférence ministérielle de l'OMC et obtient une place à l'APEC et au Sommet des Amériques. En outre, pour la première fois de son histoire, le Mexique vote contre Cuba à la Commission des Droits de l'Homme de l'OEA.
Avant de démissionner, il donne de nombreuses conférences à travers le Mexique. Le 25 mars 2004, il annonce sa candidature aux élections fédérales de juillet 2006.
Jorge Castañeda a publié deux livres remarqués en 1996 (L'utopie désarmée) et en 1998 (Compañero), une biographie du révolutionnaire Ernesto « Che » Guevara.

## Distinctions
- Grand-croix de l'ordre d'Isabelle la Catholique